# 黒瀬與重郎
黒瀬 與重郎（くろせ よじゅうろう、旧姓・高田、1854年10月24日〈安政元年9月3日〉 - 没年不明）は、香川県多額納税者、香川県の大地主・家主、資産家。族籍は香川県平民。

## 経歴
香川県仲多度郡生野村（後の麻野村、善通寺町、現・善通寺市）、平民・高田恵八郎の四男。黒瀬與吉郎の養子となり、家督を相続する。商業を営む。1926年、退隠する。

## 人物
諱は憲直、柳渚と号して書を好み、終生これを楽しむ。貝原益軒に私淑し、常にその著書を愛読する。
貴族院多額納税者議員選挙の互選資格を有する。同地方屈指の大地主、資産家で、香川県下の多額納税者である。
與重郎の人柄は「社交界に出ることを好まず、政治を談ずることを欲せず、只詩文に親しんだ」という。住所は丸亀、通町。

## 家族・親族
黒瀬家
黒瀬家は大坂屋と号し、藩の御用商人をつとめた。手広く醤油業を営む傍ら砂糖も取り扱い、丸亀では随一の豪商といわれていた。1866年、大坂屋が数人の浪士ふうの男に襲われ、金を奪われたうえ2人の番頭が惨殺、放火された。大坂屋は藩への献金もたびたび行い、藩の許可を得て砂糖市場を開いて大きな財をなしていたといわれ、庶民からは陰で恨みをかっていたという。
- 養父・與吉郎[5][7]（与吉郎[16]、? - 1900年[2]） - 丸亀、西平山町の豪商である[16]。諱は憲敦、字は士厚、通称は與吉郎、松渚と号した[2]。本姓は高田、入って黒瀬家を嗣ぐ[2]。
- 妻・ウズエ（1867年 - 1956年、岡山、堀和平の二女）[7][13]
- 長男・琢郎（1890年 - 1941年、法学士[13][14]、香川県多額納税者、地主[17]）
  - 同妻・賀須子（1901年 - 1994年、徳島、手束平三郎の二女）[14]
- 二男[14]
- 三男・武吉郎（1898年 - ?、法学士、経済学士[14]）
- 四男[13]
- 長女・サエ（1885年 - ?、香川、高田文翁の妻）[13][14]
- 二女・ツギオ（1887年 - ?、香川、鎌田勝太郎の養子憲夫の妻）[13][14]
- 三女・サキ（1892年 - ?、愛媛、大野悌の妻）[13][14]

親戚
- 鎌田勝太郎[8]（香川県多額納税者[9]、資産家、醤油醸造家、貴族院議員、衆議院議員）